# NGC 4727
NGC 4727 (ook: NGC 4740) is een balkspiraalstelsel in het sterrenbeeld Raaf. Het hemelobject werd op 8 februari 1785 ontdekt door de Duits-Britse astronoom William Herschel.

## Synoniemen
- MCG -2-33-23
- IRAS 12483-1403
- PGC 43499